# Sokolovići, Sokolac
Sokolovići (în sârbă Соколовићи) este un sat din comuna Sokolac, Republica Srpska, Bosnia și Herțegovina. Potrivit recensământului din 1991, satul avea 80 de locuitori, care erau în totalitate etnici sârbi. În anul 2013 avea o populație de 28 de locuitori.

## Geografie
Satul este situat pe malul pârâului Tabanski potok.

## Demografie
|           | 1971         | 1981         | 1991        | 2013        |
| Populație | 149 (100,0%) | 120 (100,0%) | 80 (100,0%) | 28 (100,0%) |
| Sârbi     | 149 (100,0%) | 120 (100,0%) | 80 (100,0%) | -           |

## Legături externe
- Site-ul oficial al comunei Sokolac